# Виктор Эммануил Савойский
Ви́ктор Эммануи́л Саво́йский (итал. Vittorio Emanuele Alberto Carlo Teodoro Umberto Bonifacio Amedeo Damiano Bernardino Gennaro Maria di Savoia; 12 февраля 1937, Неаполь — 3 февраля 2024, Женева) — сын Умберто II — последнего короля Италии, после смерти которого в 1983 году стал главой Савойской династии. Потенциальный претендент на трон Италии под именем Виктор Эммануил IV.

## Биография
Виктор Эммануил родился 12 февраля 1937 года в Неаполе; при рождении был провозглашен Принцем Неаполитанским.
7 августа 1943 года из-за угрозы захвата Рима немцами, по приказу деда, короля Виктора Эммануила III, совместно с матерью Принцессой Марией Жозе и сестрами переехал в Пьемонт, откуда 8 сентября 1943 года члены Королевского Дома по соображениям безопасности переехали в Швейцарию.
9 мая 1946 года, после отречения Короля Виктора Эммануила III и вступления на итальянский престол своего отца Умберто II, провозглашен Наследным принцем Итальянского Королевства. После провозглашения Республики покинул Италию, поскольку к этому обязывали переходные положения Конституции, запрещавшие представителям Савойской семьи посещать Италию. На родину вернулся только в 2002 году, когда эти положения были отменены.

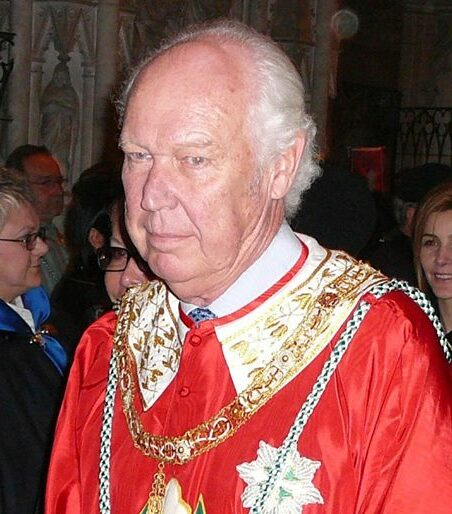
2013 год

Был арестован в июне 2006 года в связи с расследованием прокуратурой Потенцы коррупционных схем, подделки документов и эксплуатации проституток. Двоюродный брат Виктора Эмануэля Симеон II также был вовлечен в дело.
В ноябре 2007 года Виктор Эмануэль Савойский и его сын официально объявили иск о возмещении ущерба в размере 260 миллионов евро против итальянского государства и потребовали реституции всего имущества, конфискованного при основании Итальянской республики. Иск был основан на возмещении моральной несправедливости, причиненной ему и его сыну Эмануэлю Филиберту во время их изгнания. Требование, от которого дистанцировались остальные члены Савойского дома, было встречено суровой критикой. Итальянское правительство заявило, что не только итальянское государство ничего не должно передать Савойскому дому, а напротив, итальянское государство оставляет за собой право подать иск о возмещении ущерба против Савойского дома из-за его серьезной ответственности во время фашистского режима.
Проживал в Швейцарии, где и скончался 3 февраля 2024 года, не дожив девяти дней до своего 87-го дня рождения.

## Брак и дети
В 1960 году познакомился с Мариной Дориа в женевском яхт-клубе, где они оба занимались водными лыжами. Осенью 1971 года они поженились в католической церкви в Тегеране; объявление о их свадьбе было сделано в Персеполисе во время празднования 2500-летия Персидской империи.
В 1972 году у них родился единственный сын Эммануил Филиберт.

## Награды
В 1983 году провозглашен Великим магистром:
- Высшего Орден Святого Благовещения
- Ордена Святых Маврикия и Лазаря
- Ордена Короны Италии
- Савойского гражданского ордена
- Ордена Савойских заслуг

### Другие награды
- Бальи — кавалер Большого креста чести и преданности Суверенного Мальтийского Ордена
- Большой крест Ордена Святого Карла (1 марта 2003 года, Монако)[7]
- Юбилейная медаль 2500-летия основания Персидской империи (14 октября 1971 года, Шаханшахское Государство Иран)[8]